# Juan Gatti
Juan Oreste Gatti (Buenos Aires, Argentina, 8 de abril de 1950) es un diseñador, fotógrafo y artista plástico argentino que se ha destacado por ser el autor de los diseños gráficos relacionados con las películas de Pedro Almodóvar y las portadas de varios discos de rock argentino de la década de 1970. En 2004 recibió en España el Premio Nacional de Diseño.

## Carrera artística
A fines de la década de 1960 se inició en el Instituto Di Tella de Buenos Aires. 
Se relacionó con las bandas juveniles que dieron origen al rock argentino y diseñó muchas de las tapas históricas de aquellos discos, como la de Artaud de Spinetta, y otras de Sui Generis, Pappo's Blues, Claudio Gabis, Pastoral, Crucis, etc.
Vivió en Nueva York y durante la última dictadura militar argentina, en 1979, se radicó en España, que comenzaba su proceso democrático tras el franquismo. Allí se relacionó con creadores de la movida madrileña, en especial con Pedro Almodóvar, a quien desde entonces le realizó los diseños gráficos relacionados con sus películas. La asociación artística entre Almodóvar y Gatti ha sido comparada con la dupla Alfred Hitchcock-Saul Bass.
En cine, además, ha trabajado con John Malkovich, Fernando Trueba y Álex de la Iglesia, entre otros. 
Ha diseñado y dirigido revistas de moda. 
En España recibió el Premio Nacional de Diseño 2004 y la Medalla de Oro en Bellas Artes en 2009.
Ha diseñado portadas de discos para Rubí y Los Casinos (aunque no aparece en los créditos como tal, sino con nombre ficticio puesto que tenía contrato con CBS y Rubí fichó por Mercury), casi todas las portadas de los álbumes, singles y maxisencillos de la agrupación Mecano (excepto la del álbum Aidalai, 1991) y, sobre todo, es más conocido por ser el creador de la portada de Deseo carnal (y los sencillos Como pudiste hacerme esto a mi y Un hombre de verdad) y el álbum No es pecado (con los sencillos A quién le importa y La funcionaria asesina) de Alaska y Dinarama. Posteriormente para el grupo  Fangoria ha sido el creador y fotógrafo de las portadas de Absolutamente (y los sencillos Más es más y La pequeña edad de hielo), de El paso trascendental del vodevil a la astracanada, Operación vodevil, Cuatricromía y su posterior reedición Policromía.
Más recientemente fue el encargado de diseñar las portadas, fotografías y diseño interno del disco de Fangoria Canciones para robots románticos, publicado el 12 de febrero de 2016.
Ha diseñado también el cartel de la última obra teatral de Bibiana Fernández y Loles León, así como la invitación a la edición de 2008 del tradicional Baile de la Rosa que se celebra en Mónaco. Este festejo se dedicó a la movida española y para su cartel posaron Alaska, Mario Vaquerizo, Bibiana Fernández y Pedro Almodóvar. Gatti diseñó también la invitación de la boda de Alaska y Mario Vaquerizo.
Conocido fundamentalmente como diseñador, en 2011 Juan Gatti dio el salto a las galerías de arte con su serie de cuadros y grabados Ciencias naturales: composiciones que combinan estudios anatómicos, botánicos, de insectos, etc. Esta muestra se expuso en la galería La Fresh de Madrid, y posteriormente se han producido accesorios de moda con estos motivos: pañuelos de seda, camisetas o cojines.